# RIP! A Remix Manifesto
RIP!: a Remix Manifesto (RIP!: um Manifesto do Remix) é um documentário dirigido pelo ciberativista Brett Gaylor, e tem como foco principal a discussão acerca dos direitos autorais, propriedade intelectual, compartilhamento de informacão e a cultura do remix nos dias de hoje.
O documentário conta com presenças ilustres como a do produtor Gregg Willis, conhecido no mundo da música como "Girl Talk", Lawrence Lessig, criador da Creative Commons, Gilberto Gil, então Ministro da Cultura no Brasil, o crítico cultural Cory Doctorow, dentre outros.
O filme foi lançado oficialmente em 2008, no Canadá, mas disponibilizou material online muito antes, através de um projeto criado por Brett Gaylor intitulado Open Source Cinema. O objetivo era que o filme fosse uma produção colaborativa, onde o público pudesse contribuir com material ou mesmo baixar, editar e remixar o filme de acordo com a sua vontade, seguindo a ideia da Cultura do Remix. O projeto foi um sucesso e ganhou muitos prêmios.

## Enredo
O filme começa introduzindo a arte do remix, através do o trabalho de Girl Talk. Ele faz mashups, ou seja, recorta trechos de diversas músicas e os rearranja em uma disposição totalmente diferente, criando uma nova música.
Aos poucos, Brett Gaylor, que narra o filme em primeira pessoa, vai nos apresentando questões polemicas que giram em torno desse tipo de trabalho, como a guerra que vem sendo travada entre dois grandes exércitos: os "Copyright", que representam as corporações privadas que consideram que ideias são propriedade intelectual e devem ser protegidas e trancafiadas para lucro próprio; e os "Copyleft", que visam compartilhar conteúdo e defendem o domínio público como sendo um espaço para a livre troca de ideias e a garantia do futuro da arte e da cultura.
Diante dessa batalha, e estando no time dos Copyleft, Gaylor e outros defensores da causa criaram o seguinte manifesto:
1) A cultura sempre se constrói baseada no passado;
2) O passado sempre tenta controlar o futuro;
3) O futuro está se tornando menos livre;
4) Para construir sociedades livres é preciso limitar o controle do passado.
Baseando-se nessas premissas, a história do filme se desenvolve, passando por várias entrevistas com representantes dos 2 lados da guerra. O documentário se auto-denomina uma representação desse manifesto, convocando a participação das pessoas não só na guerra contra as grandes corporações defensoras dos copyrights quanto na produção de novos conteúdos baseada na remixagem, garantindo assim o futuro da cultura e a arte.

## Ficha técnica
- Nome: RIP!: A Remix Manifesto
- Dirigido por: Brett Gaylor
- Produzido por: Daniel Cross, Mila Aung Thwin, Ravida Din, Sally Bochner
- Estrelando: Girl Talk, Lawrence Lessig, Cory Doctorow, Gilberto Gil
- Música por: Olivier Alary
- Edição: Brett Gaylor, Tony Asimakopoulos
- Estúdio: National Film Board of Canada, EyeSteelFilm
- Distribuição: Documentary, Canal d, B-Side Entertainment
- Data de estréia: Novembro de 2008
- Duração: 86 min
- País: Canadá
- Idioma: Inglês